# Группенфюрер

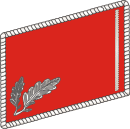
Петлица группенфюрера (капрала) в организации «Стальной шлем» (1920—1933)

Тактический символ для «Группенфюрер» по уставам и наставлениям DV 102.

Группенфюрер (нем. Gruppenführer — рус. командир группы, командир отделения) — военный командир отделения или группы.
В этом качестве использовалось в 1920—1930-е гг. полувоенной организации «Стальной шлем». Однако в «Стальном шлеме» существовало также звание «обергруппенфюрер», то есть командующий «обергруппы» — крупнейшего в организации воинского соединения.
В начале 1920-х гг. конкурирующая организация — штурмовые отряды НСДАП — заимствовали звания группенфюрер и обергруппенфюрер, но для единообразия оба звания были отнесены к высшим (то есть в СА звание «группенфюрер» из «сержантского» стало «генеральским»). Позднее в этом же качестве звание «группенфюрер» использовалось и в других нацистских военизированных организациях: СС, НСКК, НСФК.
Специальное звание группенфюрер (командир отделения) как унтер-офицерское использовалось в некоторых полувоенных организациях, например в службе предупреждения о налётах (нем. Luftschutz-Warndienstes) в ПВО рейха, службы помощи (нем. Sicherheits- und Hilfsdienst) и других.
В фольксштурме данное звание соответствовало званию армейского унтер-офицера и присваивалось командирам отделений.
В ГДР это специальное звание было первичным званием младшего начальствующего состава в подразделениях (Боевых группах) рабочей милиции.
Следует учитывать, что звание группенфюрер в качестве специального звания используется и в настоящее время, например в школе дорожной полиции кантона Цюрих, знаки различия — по одной шестиконечной звезде («звезда Давида») на погонах.